# Le ultime lune
Le ultime lune (en italià les últimes llunes) és una obra de teatre del dramaturg italià Furio Bordon el 1992 on tracta de la vellesa amb ironia àcida i sense paternalismes. Com a curiositat, fou l'última obra de teatre representada per l'actor italià Marcello Mastroianni abans de morir. El 1994 fou seleccionada com el millor text i el millor actor de l'any a Itàlia.

## Argument
Un ancià professor de literatura és internat pel seu únic fill en una residència de la tercera edat. Allí manté converses amb la seva esposa morta i es deixarà morir poc a poc a punta de lucidesa i sornegueria, en la que fa una reflexió sobre el final de la vida, al que s'arriba amb rancúnia.

## Versió en castellà
El setembre de 1998 fou estrenada en castellà com Las últimas lunas al Teatro Lara de Madrid, adaptada pel guionista Rafael Azcona sota la direcció de José Luis García Sánchez i interpretada pels actors Juan Luis Galiardo, Carme Elias i Luis Perezagua. Després de 400 representacions, fou representada al Teatre Principal de Barcelona el setembre de 2000. El 2017 fou representada a l'Argentina per Federico Luppi, qui també va morir quan era de gira amb l'obra.